# 遊騎兵學校
美國陸軍突擊兵學校（英語：United States Army Ranger School）是美國陸軍的訓練單位，總部位於喬治亞州本寧堡（Fort Benning）軍事基地中，受美國陸軍訓練與準則司令部指揮。在此提供一次為期61天的訓練，目標在於訓練出具備領導能力的突擊兵。美國陸軍各個近戰部隊都會挑選出菁英份子到此受訓，然而它的及格率低於30%，訓練極為嚴格。

## 概論
遊騎兵訓練包括了數個不同的階段，在不同訓練基地中進行，最初的訓練開始於班寧堡。

## 歷史
2015年，在總統歐巴馬的要求下，遊騎兵學校首度招收19名女學員。其中有3名通過第一階段訓練。8月17日，包括憲兵上尉戈里斯特（Kristen Griest）與阿帕契直升機中尉飛官赫佛（Shaye Haver），共兩名女性學員，通過遊騎兵訓練，獲得遊騎兵臂章，成為史上最早通過這項訓練的女性軍人。

## 延伸閱讀
- Lock, John. . Arizona: Fenestra Books. 2005. ISBN 1-58736-367-4.

在突擊兵學校結業後，即可獲得突擊兵臂章

- United States Army. . Ranger School Graduation Gallery. United States Army.   [19 March 2010]. （原始内容存档于2013-03-13）.

## 外部連結
- 美國陸軍遊騎兵學校首頁
- Ranger School information forum
- Is combat experience making Ranger School unnecessary? （页面存档备份，存于）